# روبرت شو (عازف بيانو)
روبرت شو (بالإنجليزية: Robert Shaw)‏ هو عازف بيانو وكاتب أغاني أمريكي، ولد في 9 أغسطس 1908، وتوفي في 18 مايو 1985 بسبب نوبة قلبية.

## وصلات خارجية
- روبرت شو على موقع ميوزك برينز (الإنجليزية)
- روبرت شو على موقع أول ميوزيك (الإنجليزية)